# Prionostemma nigrifrons
Prionostemma nigrifrons is een hooiwagen uit de familie Sclerosomatidae.